# Joseachal
 (mars 2025).
Joseachal était un amérindien Quinault qui a travaillé comme interprète pour la Pacific Fur Company de John Jacob Astor. Il était connu comme le seul survivant à la suite de l’attaque et de la destruction du Tonquin, près de l'Île de Vancouver.